# Касіян Куницький

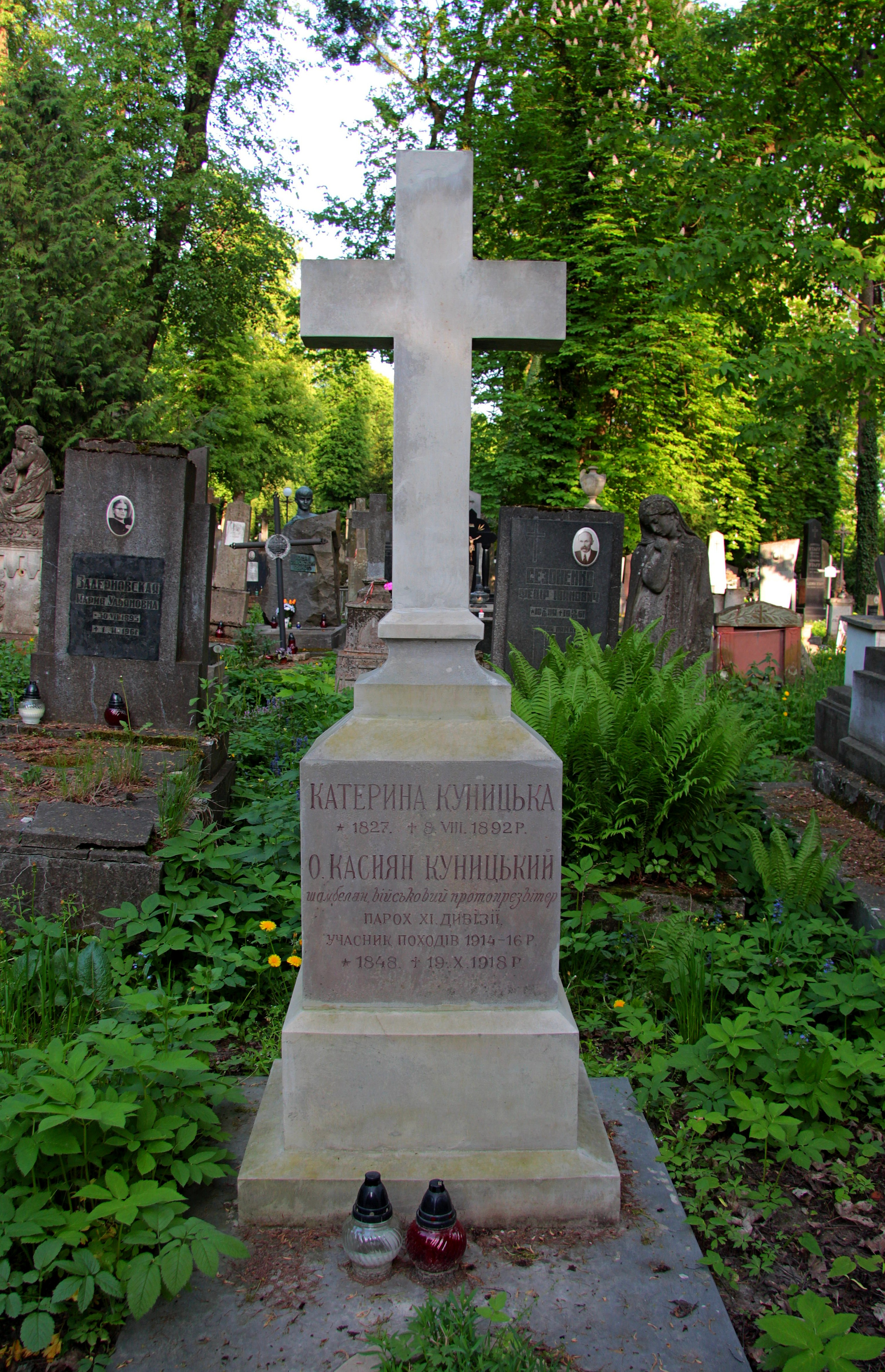

Касіян Куницький гербу Боньча (Куницький Касіян Михайлович, псевдонім Михайло Надзбручанин; 1848 — 22 жовтня 1918, Львів) — церковний і громадський діяч, священник УГКЦ, довголітній військовий капелан (фельдкурат-декан) для українських вояків у австрійській армії, літератор, меценат.

## Життєпис
Народився у 1848 році в священичій сім'ї о. Михайла Куницького (1822—1882) і його дружини Катерини Студинської. Мав сестру Модесту (29.03.1853 — 4.06.1903). Закінчив Львівську греко-католицьку духовну семінарію і в 1873 році висвячений на священика. Продовжив навчання у Віденському університеті (1873—1879) на докторантських студіях, проте докторат не закінчив.
З 1879 року — військовий протоієрей і капелан для українських вояків у австрійській армії від Львівської архієпархії. У 1891 році взяв участь у Львівському синоді. У 1892–1905 роках — військовий капелан у Станиславівській єпархії. У 1905 році знову повернувся до Львова для виконання обов'язків капелана. Почесний радник Львівської митрополичої консисторії (1906—1918).
Підтримував матеріально видавничу діяльність «Просвіти».
Помер 22 жовтня 1918 року в гарнізонному шпиталі ч. 14 у Львові. Похований на Личаківському цвинтарі, поле № 54.

## Творчість
Автор літературних творів, опублікував «Спомини з побуту в Боснії в рр. 1879—1882» (газета «Зоря» 1882, ч. 12–24) та «Два Соборы провинціональни греко-католическои церковнои провинціи: Альба-Юлія і Фогараш держаны 1872 і 1882 р.», («Душпастир», 1889, ч. 4, 6, 8, 10).

## Нагороди і відзнаки
- Шамбелян його святості Папи Пія Х[8]

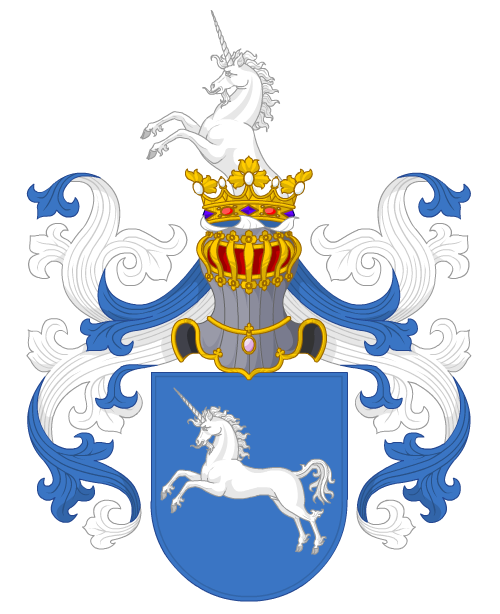
Герб Боньча

- Золотий хрест заслуги з короною[8][9] (1906)[10]
- Ювілейна пам'ятна медаль 1898[9]
- Ювілейний хрест[9]
- Пам'ятний хрест 1912/13[9]
- Лицарський хрест ордена Франца Йосифа (1916)[11][12]